# Liste von Burgen, Schlössern und Festungen im Département Alpes-de-Haute-Provence
Die Liste von Burgen, Schlössern und Festungen im Département Alpes-de-Haute-Provence listet bestehende und abgegangene Anlagen im Département Alpes-de-Haute-Provence auf. Das Département zählt zur Region Provence-Alpes-Côte d’Azur in Frankreich.

Wappen des Départements Alpes-de-Haute-Provence (04)
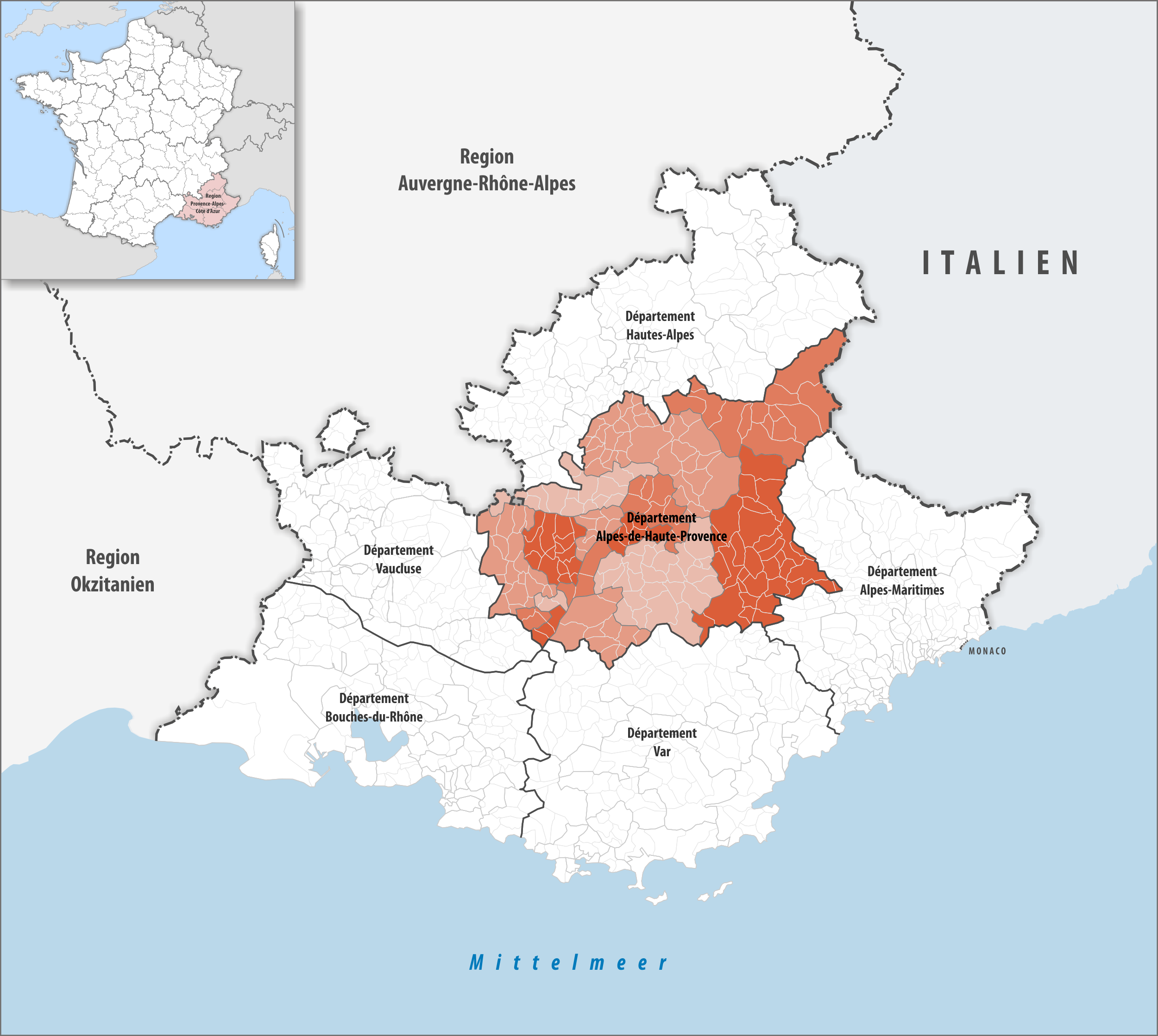
Lage des Départements Alpes-de-Haute-Provence in der Region Provence-Alpes-Côte d’Azur
Lage der Region Provence-Alpes-Côte d’Azur in Frankreich

## Liste
Bestand am 27. Mai 2022: 16
| Name deu / fra                                                | Gemeinde / Lage                                      | Typ (Untertyp)       | Bemerkungen                                                                         | Bild |
| ------------------------------------------------------------- | ---------------------------------------------------- | -------------------- | ----------------------------------------------------------------------------------- | ---- |
| Schloss Allemagne-en-Provence Château d'Allemagne-en-Provence | Allemagne-en-Provence 43,783295° N, 6,007788° O      | Schloss              |                                                                                     |      |
| Schloss Arnoux Château de Château-Arnoux-Saint-Auban          | Château-Arnoux-Saint-Auban 44,093372° N, 6,009017° O | Schloss              |                                                                                     |      |
| Burg Castellane Château de Castellane                         | Castellane 43,847961° N, 6,514105° O                 | Burg                 | Ruine, fünfeckiger Turm erhalten (La Tour Pentagonale)                              |      |
| Schloss Le Colombier Château du Colombier (Untere Burg)       | Vachères                                             | Schloss (Herrenhaus) | Aus dem späten 17. oder frühen 18. Jahrhundert, drei runde Türme                    |      |
| Schloss Esparron-de-Verdon Château d'Esparron-de-Verdon       | Esparron-de-Verdon                                   | Schloss              |                                                                                     |      |
| Zitadelle Forcalquier Citadelle de Forcalquier                | Forcalquier                                          | Festung (Zitadelle)  | Ehemalige Zitadelle, auf der Anhöhe von der Kapelle Notre-Dame-de-Provence überbaut |      |
| Burg Gréoux-les-Bains Château de Gréoux-les-Bains             | Gréoux-les-Bains                                     | Burg                 | Teilweise Ruine                                                                     |      |
| Schloss Guyon Château Guyon                                   | Forcalquier                                          | Schloss              | Ehemaliger Bischofssitz, nur wenige Überreste vorhanden                             |      |
| Zitadelle Mane Citadelle de Mane (Château de Mane)            | Mane                                                 | Festung (Zitadelle)  |                                                                                     |      |
| Schloss Oraison Château d'Oraison                             | Oraison                                              | Schloss              |                                                                                     |      |
| Schloss La Palud-sur-Verdon Château de la Palud-sur-Verdon    | La Palud-sur-Verdon                                  | Schloss              |                                                                                     |      |
| Schloss Sauvan Château de Sauvan                              | Mane                                                 | Schloss              |                                                                                     |      |
| Zitadelle Seyne Citadelle de Seyne                            | Seyne-les-Alpes                                      | Festung (Zitadelle)  |                                                                                     |      |
| Schloss Simiane-la-Rotonde Château de Simiane-la-Rotonde      | Simiane-la-Rotonde 43,981111° N, 5,561389° O         | Schloss              |                                                                                     |      |
| Zitadelle Sisteron Citadelle de Sisteron                      | Sisteron                                             | Festung (Zitadelle)  |                                                                                     |      |
| Burg Vachères Château de Vachères (Obere Burg)                | Vachères                                             | Burg                 | Mittelalterliche Befestigungen, teilweise Ruine                                     |      |